# Booking.com
Booking.com – serwis internetowy służący do rezerwacji zakwaterowania online. Platforma została uruchomiona w 1996 roku w Amsterdamie w Holandii jako start-up. W 2005 r. serwis przeszedł w ręce amerykańskiego przedsiębiorstwa Priceline.
Usługi Booking.com są dostępne w ponad 43 językach.
W maju 2018 serwis Booking.com znajdował się na pozycji 111. w rankingu Alexa Internet.  Booking.com jest własnością spółki Booking Holdings, której założycielem (pod nazwą Priceline.com) był Jay Scott Walker (ur. 1955) amerykański przedsiębiorca i prezes Walker Digital, prywatnego laboratorium badawczo-rozwojowego. 